# Coapilla
Coapilla é um município do estado do Chiapas, no México. A população do município calculada no censo 2005 era de 7.681 habitantes.